# Tadżycka Autonomiczna Socjalistyczna Republika Radziecka
Tadżycka Autonomiczna Socjalistyczna Republika Radziecka, Tadżycka ASRR (tadż. Республикаи Мухтори Советии Социалистии Тоҷикистон, РМСС Тоҷикистон, ros. Таджикская Автономная Советская Социалистическая Республика, Таджикская АССР) – republika autonomiczna w Związku Radzieckim, istniejąca w latach 1924–1929, wchodząca w skład Uzbeckiej Socjalistycznej Republiki Radzieckiej.
Tadżycka ASRR została utworzona 14 października 1924 r. z części zniesionej Turkiestańskiej ASRR (w Rosyjskiej FSRR), którą równocześnie włączono do Uzbeckiej SRR. Tworzenie autonomicznych obszarów dla mniejszości narodowych było elementem prowadzonej zwłaszcza w początkowym okresie istnienia ZSRR polityki korienizacji, tj. przyznawania autonomii nierosyjskim narodom dawnego Imperium, dyskryminowanym i rusyfikowanym przez carat. 
Od 2 stycznia 1925 r. w ramach Tadżyckiej ASRR (a potem Tadżyckiej SRR) istniał Gorno-Badachszański Obwód Autonomiczny.
5 grudnia 1929 r. zmieniono status republiki i jako Tadżycka Socjalistyczna Republika Radziecka stała się bezpośrednio republiką związkową ZSRR.
Od 1991 r. na jej terytorium istnieje niepodległe państwo Tadżykistan.
 Informacje nt. położenia, gospodarki, historii, ludności itd. Tadżyckiej Autonomicznej Socjalistycznej Republiki Radzieckiej znajdują się w: artykule poświęconym Tadżykistanowi.